# Dąbrowa Goszczewicka
Dąbrowa Goszczewicka (prononciation : [dɔmˈbrɔva ɡɔʂt͡ʂɛˈvit͡ska]) est un village polonais de la gmina de Potworów dans le powiat de Przysucha de la voïvodie de Mazovie dans le centre-est de la Pologne.

## Histoire
De 1975 à 1998, le village appartenait administrativement à la voïvodie de Radom.